# Słobodka Koroczka
Słobodka Koroczka (ros. Слободка Корочка) – wieś (ros. деревня, trb. dieriewnia) w zachodniej Rosji, w sielsowiecie koroczańskim rejonu biełowskiego w obwodzie kurskim.

## Geografia
Miejscowość położona jest nad rzeką Koroczka, 5 km od centrum administracyjnego sielsowietu koroczańskiego Koroczka, 9 km od centrum administracyjnego rejonu Biełaja, 74 km od Kurska.

## Demografia
W 2010 r. miejscowość zamieszkiwały 192 osoby.